# Francisco Massiani
Francisco Massiani (Caracas, 2 de abril de 1944-Ibídem, 1 de abril de 2019) fue un novelista, cuentista y dibujante venezolano, ganador del Premio Nacional de Cultura Venezuela Mención Literatura. De lenguaje claro, transparente, gestual, de alguna forma dio testimonio a la desolación de los jóvenes de su generación. 
Autor de dos novelas, Piedra de mar (1968) y Los tres mandamientos de Misterdoc Fonegal (1976), y de las colecciones de cuentos Las primeras hojas de la noche (1970) y El llanero solitario tiene la cabeza pelada como un cepillo de dientes (1975).

## Biografía
Su primera novela, Piedra de mar, ha constituido un superventas a todo lo largo de los casi treinta años de su primera edición. Se trata de una novela de formación, una especie de novela de aprendizaje, en la cual se narran las peripecias de un adolescente de la clase media de Caracas por los lugares que le son cercanos al sitio donde vive, el cual es el ámbito de su existencia.
Los relatos que forman sus libros Las primeras hojas de la noche y El llanero solitario tiene la cabeza pelada como un cepillo de dientes vuelven sobre estos asuntos, sobre la adolescencia de sus personajes, sobre su especial mundillo. Entre sus narraciones cortas, la titulada Un regalo para Julia ocupa un lugar destacado dentro del cultivo del cuento contemporáneo en las letras venezolanas.
Obtuvo el Premio Municipal de Prosa en 1998. En 2005 resultó ganador del V Premio Anual Transgenérico, con su libro de relatos Florencio y los pajaritos de Angelina, su mujer. En 2006 publicó su primer libro de poesía. En 2012 resultó ganador del Premio Nacional de Literatura (2010-2012), como reconocimiento a su trayectoria literaria.

## Obra

### Novelas
- 1964 - Fiesta de campo y Renate o la vida siempre como en un comienzo (Dos novelas cortas publicadas en 2008)
- 1968 - Piedra de mar
- 1976 - Los tres mandamientos de Misterdoc Fonegal

### Cuentos
- 1970 - Las primeras hojas de la noche
- 1975 - El llanero solitario tiene la cabeza pelada como un cepillo de dientes
- 1990 - Relatos (recopila sus dos primeros libros de cuentos)
- 1991 - Un regalo para Julia
- 1998 - Con agua en la piel
- 2006 - Florencio y los pajaritos de Angelina, su mujer

### Poesía
- 2006 - Antología
- 2007 - Señor de la ternura
- 2011 - Corsarios